# Friedhelm Berres
Friedhelm Berres ist ein ehemaliger deutscher Basketballspieler.

## Leben
Berres spielte als Jugendlicher Basketball beim SSV Max von Laue Koblenz.
Er rückte zur Saison 1973/73 ins Bundesliga-Aufgebot des USC Heidelberg auf und wurde mit der Mannschaft in seinem ersten Spieljahr deutscher Meister. 1973 wechselte er zum Bundesliga-Konkurrenten USC Mainz. Nach zwei Jahren in Mainz spielte Berres 1975/76 mit ADB Koblenz ebenfalls in der Bundesliga.
Zwischen 1973 und 1976 bestritt Berres 35 A-Länderspiele für die bundesdeutsche Basketballnationalmannschaft und nahm 1974 sowie 1976 mit der Auswahl auch am Europapokal für Nationalmannschaften teil.